# 克爾巴賈爾區
克尔巴贾尔区，是阿塞拜疆的66个一级行政区划之一，位于该国西部，属于东赞格祖尔经济区。该区总面積3050平方公里，实控1936平方公里。首府为克爾巴賈爾。

## 历史

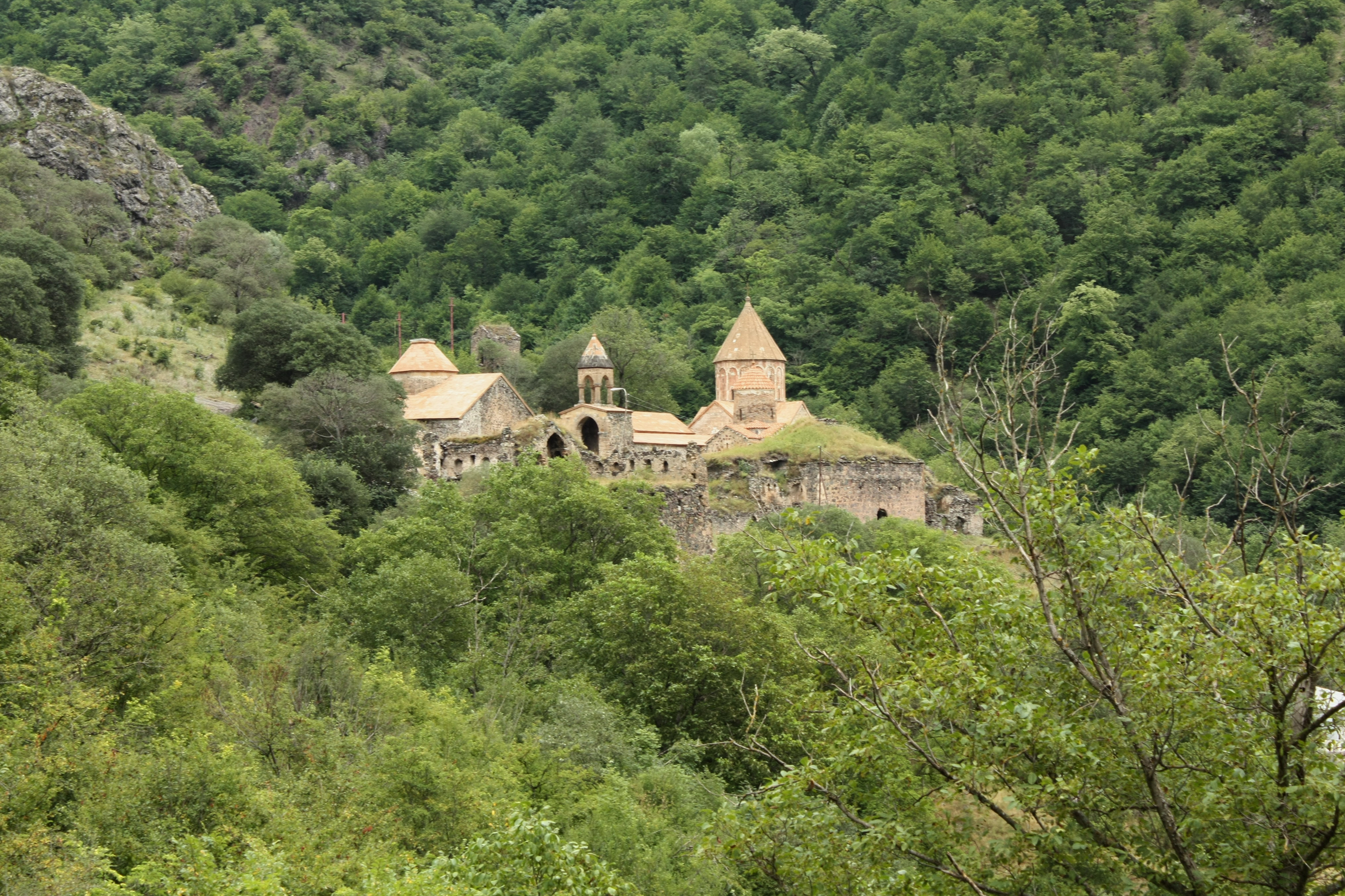
達季萬克修道院

“克尔巴贾尔”最早在5世纪的亚美尼亚语资料中便有提及，当时其被称为“卡尔瓦查尔”（Karvachar），直至16世纪克尔巴贾尔也不过是一个村庄，受哈琴公国统治，居民为亚美尼亚人。受伊朗萨非王朝统治时期，库尔德人逐渐成为该地区主要居民。19世纪该地区被俄罗斯帝国占领，属高加索總督區伊莉莎白波爾省杰万希尔县。1922年，阿塞拜疆随外高加索加入苏联，1923年设立庫爾德斯坦縣，该地区属之。1930年5月30日，改設為庫爾德斯坦區，该地区属之。1930年7月23日，庫爾德斯坦區被撤销。8月8日，克尔巴贾尔建区。
在第一次纳戈尔诺-卡拉巴赫战争中，阿塞拜疆政府在1992年废除纳戈尔诺-卡拉巴赫自治州的马尔达凯特区，并将其西部并入克尔巴贾尔区。1993年4月3日，该区被亚美尼亚军队占领，并被宣布为亚美尼亚扶持成立的纳戈尔诺-卡拉巴赫共和国的一部分。该区原本的阿塞拜疆族居民被迫逃亡至阿塞拜疆的其他地区。该地区被纳卡共和国划入其八个区之一的邵武勉区，并迁入大量亚美尼亚族人。
2020年9月27日，第二次纳戈尔诺-卡拉巴赫战争爆发，在战争主要发生在阿尔察赫实际占领地区的南部，但根据2020年11月9日阿塞拜疆、亚美尼亚与俄罗斯三国达成的停火協議，亚美尼亚部队需在2020年12月1日之前从亞美尼亞控制的納戈爾諾-卡拉巴赫周邊地區撤出，其中需要在2020年11月15日之前将克爾巴賈爾區归还給阿塞拜疆。该区在苏联时期的所有辖区将被阿塞拜疆收复，而东部原属马尔达凯特区的部分则仍由阿尔扎赫控制。不过实际移交最终于2020年11月25日进行的，该日凌晨，阿塞拜疆部队正式进入该地区，使该区成为阿塞拜疆依据停火协议收复的第二个区。

## 人口

### 苏联时期
设立之初，该区主要人口是阿塞拜疆族和库尔德族。在占绝大多数的阿塞拜疆族中，有12个村庄属于一个名为“艾鲁姆”的支系。1931年，当地有7个库尔德族村庄，当地库尔德族与伊拉克等地的不同，操阿塞拜疆语、信仰伊斯兰教什叶派。1930年代，随着苏联政府将该地区的库尔德人強制遷移到哈薩克斯坦，库尔德人口占比大幅下降。1980年，该区人口为40300，分居在124村庄，其中8个是库尔德村庄。根据1989年苏联人口普查，该区人口数量为43713人。

### 亚美尼亚占领期间
第一次纳卡战争期间，该区的大约5.3万名非亚美尼亚族居民被迫流亡至阿塞拜疆其他地区，成为国内流离失所者，他们离开后留下的居名点仅有少量的亚美尼亚族居住。亚美尼亚扶植的纳戈尔诺-卡拉巴赫共和国将苏联时期的克尔巴贾尔区辖区划入其八个一级区划之一的“邵武勉区”，并不断迁入亚美尼亚族居民。2000年代初开始，原本生活在邵武勉和古利斯坦一带的亚美尼亚族渐渐迁居至该区。根据2005年阿尔扎赫人口普查数据，在邵武勉区的西部（也就是苏联时期的克尔巴贾尔区）生活有2560名亚美尼亚族，到2006年增长到了2800人，至2015年进一步增长至3090人。不过，国际观察者则给出了不同的数据。2005年，欧安组织的一个实况调查团对阿塞拜疆被占领区进行了实地访问，并检查了该地区的定居活动，在调查团提交给欧安组织明斯克小组共同主席的调查报告中，当时克尔巴贾尔区的亚美尼亚定居者人数约为1500。而在欧安组织明斯克小组共同主席2010年10月对阿塞拜疆被占领区的实地评估报告中称，该地区的人口自2005年以来并没有显着增长。

### 民族构成
| 阿塞拜疆族 | 18730 (89.5%) | 22246 （98.3%） | 33 263 (99.3%) | 40329 （99.5%） | 55082 （83.2%） | 0             |
| 库尔德人 | 1727 (8.3%)   | -               | 2 (0.1%)       | 4 (0.1%)        | 1248 （1.9%）   |               |
| 亚美尼亚族 | 77 (0.4%)     | 84 （0.4%）     | 44 (0.1%)      | 49 （0.1%）     | 9794 （14.8%）  | 2546（99.5%） |
| 俄罗斯人和乌克兰人 | 299 (1.4%)    | 213 （0.9%）    | 92 (0.3%)      | 46 （0.1%）     | 23 （0.1%）     | 2 (0.1%)      |
| 列茲金人 | 29 （0.1%）   | 15 （0.1%）     | 15 （0.1%）    | 30 （0.1%）     | 9 （0.1%）      |               |
| 其他 | 98 (0.4%)     | 5 （0.1%）      | 86 (0.2%)      | 58 （0.1%）     | 45 （0.1%）     | 12（0.5%）    |
| 合计 | 20931         | 22635           | 33487          | 40516           | 66211           | 2560          |
| 注：1939年至1979年数据为苏联人口普查数据；1999年为阿塞拜疆人口普查数据，其时该区仍由阿尔察赫统辖，阿塞拜疆官方统计是其辖区包括马尔达凯特区西部，人口包括国内流离失所者；2005年为阿尔察赫人口普查中邵武勉区的人口数据，该区实控辖区相当于苏联时期的克尔巴贾尔区 |               |                 |                |                 |                 |               |

## 地理
克尔巴贾尔区辖区主要地处小高加索山脈中的泰尔泰尔河谷，海拔1500–3800米。木罗夫达戈、东塞凡等山脉的山脊组成了该区的自然边界，海拔3724.6米的加梅什峰是该区的最高峰。泰尔泰尔河发源于克尔巴贾尔区。博尤克阿拉戈爾湖位于该区西部，海报2800米，靠近亚美尼亚边境。